# Liste der Biografien/Winb
Liste der Biografien |
Portal Biografien |
Personensuche
# |
A |
B |
C |
D |
E |
F |
G |
H |
I |
J |
K |
L |
M |
N |
O |
P |
Q |
R |
S |
T |
U |
V |
W |
X |
Y |
Z |
?
 
Wa |
Wc |
Wd |
We |
Wh |
Wi |
Wj |
Wl |
Wn |
Wo |
Wr |
Ws |
Wt |
Wu |
Ww |
Wy |
Wz
 
Wia |
Wib |
Wic |
Wid |
Wie |
Wif |
Wig |
Wih |
Wii |
Wij |
Wik |
Wil |
Wim |
Win |
Wio |
Wip |
Wir |
Wis |
Wit |
Wiv |
Wiw |
Wix |
Wiz
 
Wina |
Winb |
Winc |
Wind |
Wine |
Winf |
Wing |
Winh |
Wini |
Wink |
Winl |
Winm |
Winn |
Wino |
Winq |
Winr |
Wins |
Wint |
Winw |
Winz
Die Liste der Biografien führt alle Personen auf, die in der deutschsprachigen Wikipedia einen Artikel haben. Dieses ist eine Teilliste mit 18 Einträgen von Personen, deren Namen mit den Buchstaben „Winb“ beginnt.

## Winb

### Winba
- Winbauer, Alois (1896–1983), deutscher Journalist

### Winbe
- Winbeck, Heinz (1946–2019), deutscher Komponist
- Winberg, Caroline (* 1985), schwedisches Model
- Winberg, Ernest Borissowitsch (1937–2020), russischer Mathematiker
- Winberg, Fjodor Wiktorowitsch (1868–1927), russischer Offizier, Verfasser und antisemitischer Ideologe
- Winberg, Georgi Georgijewitsch (1905–1987), sowjetischer Limnologe
- Winberg, Håkan (1931–2022), schwedischer Jurist und Politiker
- Winberg, Kristina (* 1965), schwedische Politikerin (Sverigedemokraterna), MdEP
- Winberg, Margareta (* 1947), schwedische Politikerin
- Winberg, Pernilla (* 1989), schwedische Eishockeyspielerin und -trainerin
- Winbergh, Gösta (1943–2002), schwedischer Opernsänger (Tenor)

### Winbi
- Winbigler, Lynne (* 1953), US-amerikanische Diskuswerferin

### Winbo
- Winbolt-Lewis, Martin (* 1946), britischer Sprinter und Mittelstreckenläufer
- Winborne, Hughes, US-amerikanischer Filmeditor
- Winbow, Jadranka (* 1956), bosnisch-herzegowinische Diplomatin

### Winbu
- Winburn, Anna Mae (1913–1999), US-amerikanische Jazzsängerin und Bandleaderin
- Winbush, Angela (* 1955), US-amerikanische R&B-Sängerin, Songschreiberin und Produzentin
- Winbush, Camille (* 1990), US-amerikanische Schauspielerin